# Get a Clue
Get a Clue (pt: No Fio da Notícia; br: Seguindo as Pistas) é um telefilme original do Disney Channel de 2002. Foi dirigido por Maggie Greenwald, escrito por Alana Sanko e estrelado por Lindsay Lohan e Brenda Song.

## Enredo
Lexy tem orgulho de sua habilidade de ter e colocar no jornal escolar todas as "fofocas". Quando a jovem jornalista escolar vê o seu artigo publicado num prestigiado jornal, que falava sobre uma possível relação entre dois professores na escola, um dos professores envolvidos, o Sr. Walter, desaparece, Lexy juntamente com seus amigos, decidem resolver o mistério por trás do desaparecimento.

## Elenco
- Lindsay Lohan - Alexandra "Lexy" Gold[2]
- Bug Hall - Jack Downey
- Ian Gomez - Sr. Walker
- Brenda Song - Jennifer
- Ali Mukaddam - Gabe
- Dan Lett - Frank
- Amanda Plummer - Sra. Dawson
- Charles Shaughnessy - Detetive Meany/Falco
- Kim Roberts - Sra. Stern
- Eric Fink - Sr. Goldblum
- Jennifer Pisana - Taylor
- Sylvia Lennick - Sra. Petrossian
- Cheryl MacInnis - Sra. Sommerville
- Timm Zemanek - Sr. Greenblatt
- Gerry Quigley - Detetive Potter

## Informações
- A produção começou em maio de 2001, e o roteiro ainda estava inacabado quando as filmagens começaram.
- O filme foi filmado em Toronto, Ontário, Canadá, com algumas das cenas externas filmadas em Manhattan, Nova York.
- A locação da escola que Lexy e suas amigas estudam, fica na Escola Bishop Strachan, no Canadá.
- Uma gravação para um final diferente ocorreu no final de 2001. Esse final está presente nos bônus do DVD.
- Uma música da banda "Prozzak", "Get a Clue", apareceu no filme e o videoclipe foi exibido no Disney Channel no dia do lançamento do filme. O nome da banda foi mudado para "Simon and Milo", pois o nome original da banda está associado a uma droga.